# Адольф Бергер
Адольф Бергер (1 березня 1882, Львів — 8 квітня 1962, Нью-Йорк) — польський та американський історик римського права та романіст (фахівець з римського права), професор, іноземний член Національної академії деї Лінчеї (1954); вчений-енциклопедист.

## Біографія
Народився у Львові в єврейській сім'ї, виховувався в польських традиціях. У Львові закінчив класичну гімназію та юридичний факультет Університету (2 березня 1907 року отримав диплом доктора обох прав, отримав також спеціальну відзнаку — promotio sub summis auspiciis Imperatoris та коштовний перстень від австрійського цісаря за успіхи у навчанні).
В 1908—1909 роках на стипендію австрійського міністерства освіти продовжував юридичні студії у Берлінському університеті під керівництвом професорів Пауля М. Меєра (з юридичної папірології) та Бернхарда Кюблера.
Згодом Адольф Бергер повернувся до Львова і навіть думав про кар'єру адвоката, але відкинув цю ідею. Займався підготовкою своєї першої монографії про Dotis Dictio у римському праві (опублікована в Кракові 1910 року), писав рецензії та наукові статті з римського права для польських та німецьких видань.
1914 через неможливість отримати університетську посаду у Львові молодий вчений відправився до Рима, де в Університеті La Sapienza на правах доцента (libero docente) почав викладати римське право. Його інавгураційна лекція «L'indirizzo odierno degli studi di diritto romano» була прочитана 21 листопада 1914 року. Бергер залишався в Римі до 1916 року. Після вступу Італії в Першу світову війну на боці Антанти (23 травня 1915), він змушений був залишити Рим та повернутися до Австрії.
В 1917—1918 роках А. Бергер служив в австрійській армії. Він брав участь в австро-італійській мирній конференції в листопаді 1918 року.
Після відновлення незалежності Польщі 1918 року Бергер почав працювати на дипломатичній службі, і в період 1919—1938 років був на різних посадах в дипмісії Польщі у Австрії (юрисконсульт, аташе з питань культури та ін.). Весь цей час вчений не полишав займатися науковою діяльністю. Він готував до друку різні матеріали з римського права, в тому числі у 1911—1939 роках велику кількість статей для німецькомовної енциклопедії класичної старовини Паулі-Віссова. Деякі з цих статей для Паулі-Віссова були не тільки ґрунтовними, але й значними за обсягом (наприклад, стаття «Інтердикти» у т. 9, «Юриспруденція» у т. 10, с. 1159—1200).
12 липня 1938 року Адольф Бергер одружився у Відні з Мальвою Штерені (Штереньї), оперною співачкою та викладачкою Віденської консерваторії. Через деякий час після аншлюсу Австрії Німеччиною (березень 1938 року) А. Бергер разом з дружиною змушений був емігрувати до Франції. Тут вони проживали в Парижі, Тулузі та Ніцці.
Війна та важкі умови в Європі змусили вченого шукати притулку в Америці. Ще від 1938 року, перебуваючи у Відні, Адольф Бергер зав'язав листування із своїми родичами, котрі виїхали до США раніше. Досить тісно А. Бергер листувався із своїм племінником Зигмунтом Вільгельмом Бірнбаумом (це був син його брата Освальда, згодом — відомий математик, професор математики та статистики в Університеті Вашингтону). Вочевидь, родичі певною мірою допомогли подружжю Бергерів переїхати до США. Позбавлений власної цінної бібліотеки та без грошей, вчений прибув з дружиною до Нью-Йорка 20 лютого 1942 року.
З проханням про допомогу з облаштуванням у США Бергер звертався також і до американського вченого єврейського походження, професора римського права в Колумбійському університеті в Нью-Йорку Артура Шиллера. Та проф. Шиллер не зміг йому допомогти.
В 1942 році Бергеру вдалося працевлаштуватися до École libre des hautes études (Вільної школи вищих досліджень), що була заснована у Нью-Йорку французькими та бельгійськими емігрантами (від 1950 року заклад називався Французьким університетом Нью-Йорка). Тут проф. Бергер викладав французькою мовою грецьку папірологію, римське право та візантистику до 1956/1957 навчального року. Він залишався викладачем юридичного факультету École libre des hautes études аж до своєї смерті.
Впродовж березня — червня 1948 року вчений працював у дослідницькій бібліотеці Думбартон О(у)кс, великому центрі візантійських студій у США; за результатами роботи ним було підготовлено низку досліджень.
Від 1952 і до свого останнього дня 70-річний Бергер викладав як запрошений професор римське право в міському коледжі Нью-Йорка (City College of New York).
У серпні 1959 під час перебування в Італії від серцевого нападу померла дружина вченого Мальва Бергер. Ця подія викликала значний занепад життєвих сил А. Бергера.
Сам Адольф Бергер помер 8 квітня 1962 року після нетривалої хвороби у санаторії Вест Хілл в Бронксі.

## Наукова діяльність
Вчений підготував декілька монографій (див. нижче). Значну увагу у своїй дослідницькій роботі А. Бергер приділяв написанню енциклопедичних статей на теми античності для різних видань. Він був співавтором для німецькомовної енциклопедії класичної старовини Паулі-Віссова (у 1911—1939 роках).
Після переїзду до США Бергер співпрацював з редакціями Oxford Classical Dictionary (перше видання опубліковане 1949 року) та Oxford History of Legal Science. У 1955—1960 він також готував статті для Encyclopedia Americana.
На еміграції він також задумав і опублікував його найважливішу працю — Encyclopedic Dictionary of Roman Law. Енциклопедичний словник Бергера отримав чималу кількість позитивних рецензій. Словник став незамінним довідником для кожного фахівця з римського права, так само, як і для істориків та класичних філологів.

## Праці
- Berger A. Dotis Dictio w Prawie Rzymskiem / Adolf Berger. — Krakow: Nakladem Akademii Umiejetnosci, 1910. — 135 s.
- Berger A. Die Strafklauseln in den Papyrusurkunden. Ein Beitrag zum gräko-ägyptischen Obligationenrecht, Leipzig-Berlin 1911.
- Berger A. Zur Entwicklungsgeschichte der Teilungsklagen im klassischen römischen Recht. — Weimar, 1912. — X, 248 s.
- Berger A. The Emperor Justinian's ban upon Commentaries to the Digest // Quaterly Bulletin of the Polish Institute of Arts and Sciences in America. — 1945. — № 3.
- Berger A. Encyclopedic Dictionary of Roman Law (Transactions of The American Philosophical Society, Vol. 43, Part 2). — Philadelphia: The American Philosophical Society, 1953. Pp. 476. (reprint(ed) 1980, 1991)